# شهرستان چوشان
شهرستان چوشان (به لاتین: Queshan County) یک شهرستان‌های جمهوری خلق چین در چین است که در ژومادیان واقع شده‌است.